# Gibbaeum velutinum
Gibbaeum velutinum är en isörtsväxtart som först beskrevs av L. Bol., och fick sitt nu gällande namn av Schwant. Gibbaeum velutinum ingår i släktet Gibbaeum och familjen isörtsväxter. Inga underarter finns listade i Catalogue of Life.